# Bibliomancia

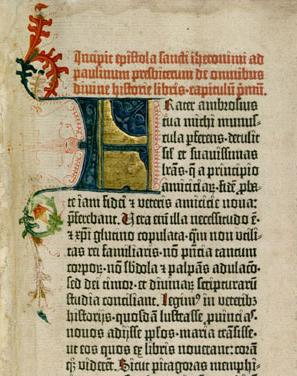
Primera página de la Biblia de Gutenberg

La bibliomancia, del griego biblion (libro) y mantéia (adivinación), es un método de adivinación que consistía en abrir un libro en una página al azar e interpretar su contenido contextualizándolo o adaptándolo a la circunstancia presente. Aunque históricamente la Biblia ha sido el libro preferido de los bibliomantes, pero con el tiempo, se ha comenzado a utilizar también libros clásicos o con los que el interesado tenga cierta afinidad.

## Historia
La bibliomancia tiene su origen en el Imperio romano, pero resurge con vigor en la Edad Media, donde se utilizaba la Eneida de Virgilio.

## Métodos
Generalmente, una vez hallada la página, se leía el primer párrafo. Para hallar la página existían dos métodos. Indirecto: se llama así al método que consiste en la apertura del libro sin intervención humana. Se solía dejar el libro a la intemperie, abierto a la mitad exacta, para que el viento se encargase de pasar las páginas. Otro método consistía en arrojar el libro o dejarlo caer y realizar la exégesis sobre las páginas donde había quedado abierto. Directo: El bibliomante se dejaba guiar y abría el libro en las páginas adecuadas. También podía pedir al interesado que él mismo abriera el libro.
Actualmente en el entorno de “El Mensaje Reencontrado”, libro escrito por Louis Cattiaux, se utiliza el método de tirarlo o abrirlo al azar con un abrecartas, cuya punta se fija en el lugar donde quedó parada y ahí se lee, tras elegir sin pensar, página derecha o izquierda. Esa es la forma que propuso el autor de consultarlo, tras invocar al espíritu que lo inspiró.

## Bibliomantes
- Adriano, Claudio II[5]